# Adresse Facebook .onion
L'adresse Facebook en .onion est une adresse web qui permet d'accéder à Facebook via Tor.

## Historique
En octobre 2014, Facebook a annoncé que les utilisateurs pouvaient se connecter au site Web via un service Tor onion en utilisant le navigateur Tor protégeant la vie privée et crypté en HTTPS,,,.
En avril 2016, l'adresse avait été utilisée par plus d’un million de personnes par mois, contre 525 000 en 2015.
En mai 2021, il a été mis à jour vers une adresse de la version 3 de l’oignon à facebookwkhpilnemxj7asaniu7vnjjbiltxjqhye3mhbshg7kx5tfyd.onion.